# Peñas de San Pedro
Peñas de San Pedro község Spanyolországban, Albacete tartományban. Lakosainak száma 1466 fő (2024).

## Földrajza
Peñas de San Pedro Albacete, Pozohondo, Alcadozo, Casas de Lázaro, San Pedro és Pozuelo községekkel határos.

## Népesség
A település lakosságának változását az alábbi diagram mutatja:
| Lakosok száma | 1211 | 1225 | 1237 | 1291 | 1356 | 1405 | 1428 | 1399 | 1410 | 1466 |
|               | 2001 | 2004 | 2006 | 2009 | 2011 | 2014 | 2016 | 2019 | 2021 | 2024 |